# Seznam francoskih psihiatrov
Seznam francoskih psihiatrov.

## A
- Jenny Aubry?

## B
- Marie Bonaparte
- André Bourguignon

## C
- Jean-Martin Charcot
- Henri Claude

## D
- Françoise Dolto

## E
- Monique Eleb

## F
- Frantz Fanon
- Jean Favreau ?
- Charles Foix ?

## G
- Gaëtan Gatian de Clerambault
- André Green

## H
- Marie-France Hirigoyen

## J
- Pierre Janet

## K
- Jean Kestemberg (& Évelyne Kestemberg)

## L
- Jacques Lacan
- René Laforgue
- Daniel Lagache
- Jean Laplanche
- (Rudolph Loewenstein)

## M
- Bénédict Morel

## N
- Sacha Nacht

## P
- Madeleine Pelletier
- François Perrier
- Philippe Pinel

## W
- Henri Wallon